# Connie's Greatest Hits
Connie's Greatest Hits es el primer álbum recopilatorio de la cantante estadounidense Connie Francis, publicado en noviembre de 1959 a través de MGM Records. El álbum consiste en los mayores éxitos de Francis desde su primera aparición en las listas de sencillos con "Who's Sorry Now?" a finales de 1957, hasta su más reciente sencillo "You're Gonna Miss Me", publicado en 1959.

## Lista de canciones

### LP: MGM / E-3793 (US)[4]
| Lado uno |                                |          |  |
| N.º      | Título                         | Duración |  |
| 1.       | «Who's Sorry Now?»             | 2:19     |  |
| 2.       | «Fallin'»                      | 2:09     |  |
| 3.       | «Happy Days and Lonely Nights» | 2:08     |  |
| 4.       | «Stupid Cupid»                 | 2:16     |  |
| 5.       | «Carolina Moon»                | 2:28     |  |
| 6.       | «Plenty Good Lovin'»           | 2:04     |  |

| Lado dos |                            |          |  |
| N.º      | Título                     | Duración |  |
| 1.       | «Frankie»                  | 2:30     |  |
| 2.       | «You're Gonna Miss Me»     | 2:44     |  |
| 3.       | «Lipstick on Your Collar»  | 2:21     |  |
| 4.       | «If I Didn't Care»         | 2:39     |  |
| 5.       | «My Happiness»             | 2:30     |  |
| 6.       | «I'm Sorry I Made You Cry» | 2:27     |  |

### LP: MGM / MGM-C-831 (UK)[5]
| Lado uno |                                |          |  |
| N.º      | Título                         | Duración |  |
| 1.       | «Robot Man»                    | 1:53     |  |
| 2.       | «Fallin'»                      | 2:09     |  |
| 3.       | «Happy Days and Lonely Nights» | 2:08     |  |
| 4.       | «Stupid Cupid»                 | 2:16     |  |
| 5.       | «Carolina Moon»                | 2:28     |  |
| 6.       | «Plenty Good Lovin'»           | 2:04     |  |

| Lado dos |                            |          |  |
| N.º      | Título                     | Duración |  |
| 1.       | «Valentino»                | 2:38     |  |
| 2.       | «It Would Be Worth It»     | 2:20     |  |
| 3.       | «Lipstick on Your Collar»  | 2:21     |  |
| 4.       | «If I Didn't Care»         | 2:39     |  |
| 5.       | «My Happiness»             | 2:30     |  |
| 6.       | «I'm Sorry I Made You Cry» | 2:27     |  |

## Posicionamiento
| Gráfica (1961)                | Pico de posición |
| ----------------------------- | ---------------- |
| Reino Unido (UK Albums Chart) | 16               |